# Villarroya
Villarroya tỉnh và cộng đồng tự trị La Rioja, phía bắc Tây Ban Nha. Đô thị này có diện tích là 11,77 ki-lô-mét vuông, dân số năm 2009 là 10 người với mật độ 0,85 người/km². Đô thị này có cự ly 64 km so với Logroño.